# Rafael Pérez (beisbolista)
Rafael Jerome Pérez (Santo Domingo, 15 de marzo de 1982) es un lanzador de relevo dominicano que lanza para los Indios de Cleveland en las Grandes Ligas de Béisbol. Fue firmado por los Indios como un amateur en enero de 2002.

## Carrera

### Ligas menores
En 2002, Pérez terminó segundo en la Dominican Summer League con una efectividad de 0.96. En 2003, fue nombrado Lanzador del Año de la Appalachian League jugando para el equipo Single-A Burlington Indians y lideró la Appalachian League en victorias (9-3) y efectividad (1.70). En 2005,  sus 12 victorias empató en el tercer lugar en la organización de los Indios y tuvo una efectividad de 2.62 en 29 apariciones combinadas (22 como abridor) para Kinston Indians y Akron Aeros. Fue agregado al roster de 40 jugadores de los Indios en noviembre. En 2006, Pérez tuvo una efectividad de 2.81 en 12 aperturas con Akron y una efectividad de 2.63 en 13 apariciones como relevista en Triple-A con Buffalo Bisons.

### Grandes Ligas
Hizo su debut en Grandes Ligas el 20 de abril de 2006 contra los Orioles de Baltimore, lanzando una entrada y ponchando a dos bateadores.
No se esperaba que Pérez fuera una parte importante del club de Grandes Ligas de los Indios en 2007, pero sorprendió a la organización de los Indios después de haber sido convocado desde Triple-A el 28 de mayo. Pérez estaba programado inicialmente para ser relevista medio, pero después de que demostró su habilidad para lanzar en situaciones difíciles, se insertó en un papel de preparador junto al relevista derecho Rafael Betancourt. Los dos preparadores fueron apodado  Rafey zurdo y Rafey derecho por la fanaticada local de los Indios. Pérez, con su difícil recta y su slider cerrado, rápidamente se convirtió en uno de los relevistas más dominantes de la liga. En 2007, Pérez publicó una brillante efectividad de 1.78, más de 60 entradas y dos tercios lanzadas en 44 apariciones. Tuvo un WHIP de solo .923, y mantuvo a los bateadores zurdos en un promedio de bateo de solo .145. El analista de ESPN Peter Gammons declaró "podría decirse que es el mejor relevista zurdo en el planeta".